# 大羽深海花介
大羽深海花介（学名：Bythocythere megapteroidea）为深海花介科深海花介屬下的一个种。